# Gynoplistia bilobata
Gynoplistia bilobata là một loài ruồi trong họ Limoniidae. Chúng phân bố ở miền Australasia.